# Maraton biblijny
Maraton biblijny Α i Ω – wielogodzinne czytanie Biblii organizowane corocznie przez Duszpasterstwo Młodzieży Archidiecezji Poznańskiej oraz Verba Sacra. Organizatorzy stawiają sobie za cel ponowną ewangelizację wiernych, którzy w życiu codziennym nie czytają Biblii. W lekturze wykorzystuje się specjalne, powiększone dwukrotnie wydanie Biblii poznańskiej. Zaaprobował je przed śmiercią jej redaktor, ks. Marian Wolniewicz.
Podobne maratony biblijne odbywają się w Stanach Zjednoczonych i Europie Zachodniej. W 2003 w Niemczech i krajach niemieckojęzycznych odbyło się kilkadziesiąt maratonów biblijnych, w tym maratony ekumeniczne.
Pierwszy Maraton Biblijny Α i Ω odbył się w roku 2005 w kościele pw. Wszystkich Świętych w Poznaniu i trwał dokładnie 119 godzin 2 minuty i 42 sekundy. Pismo Święte Starego i Nowego Testamentu czytało 876 osób bez przerwy przez 5 dni i nocy. W sesji wzięli udział urzędnicy (m.in. prezydent miasta Poznania, marszałek województwa wielkopolskiego) i przedstawiciele innych kościołów (m.in. zielonoświątkowego oraz prawosławnego).
Drugi Maraton Biblijny Α i Ω w roku 2006 trwał 10 dni. Ze względu na bardzo duże zainteresowani poznaniaków cała księga Biblii została podzielona na 1500 fragmentów. Tym razem zrezygnowano z czytania non-stop, tak więc lektura trwała od porannej mszy do późnych godzin wieczornych. Najmłodszy uczestnik maratonu miał 6,5 roku, najstarszy zaś 87 lat. W Maratonie wzięli m.in. udział trener i piłkarze Lecha Poznań oraz zespół Arka Noego.
Trzeci Maraton Biblijny w marcu 2007 zorganizowano w 13 kościołach całego Poznania, zaś czytanie trwało 13 dni. Pismo Święte ponownie podzielono na 1500 fragmentów.
Czwarta edycja Maratonu Biblijnego została zorganizowana w lutym i marcu 2008 w 18 kościołach Poznania oraz 2 poza jego granicami: w Swarzędzu i Koziegłowach, gdzie przez 20 dni ponownie czytano 1500 fragmentów.
W dniach 17-21 maja 2008 odbył się również Płocki Maraton Biblijny.
W dniach 15-20 czerwca 2008 odbył się II Ciechanowski Maraton Biblijny. Pierwszy odbył się 17-21 czerwca 2007 r.